# .tc
.tc는 터크스 케이커스 제도의 인터넷 국가 코드 최상위 도메인이다.
T.C.는 또한 튀르키예 공화국(Türkiye Cumhuriyeti)을 의미하므로 이 도메인은 일부 튀르키예 사이트에서도 사용된다. .tc TLD는 1997년 1월에 등록되었다.

## 2차 도메인
레지스트리에서 제공하는 직접 .tc 도메인 외에도 클라이언트가 다음에서 등록할 수 있는 작은 범위의 2차 도메인도 있다.
- .com.tc
- .net.tc
- .org.tc
- .pro.tc

## 같이 보기
- .uk